# Надежда (Томская область)
Наде́жда — деревня в Томском районе Томской области. Входит в состав Наумовского сельского поселения.

## Население
| 2002 | 2008 | 2009 | 2010 | 2011 | 2012 | 2013 |
| ---- | ---- | ---- | ---- | ---- | ---- | ---- |
| 239  | ↘90  | ↗91  | ↗105 | →105 | ↘101 | ↘98  |
| 2014 | 2015 | 2021 |      |      |      |      |
| ↗101 | ↘100 | ↘86  |      |      |      |      |

## География
Расстояние до Томска — 38 км, до Наумовки (центр поселения) — 7 км. Деревня находится на берегу реки Таловка, на полпути от Наумовки до трассы, соединяющей Томск с посёлком Самусь (в объезд Северска).

## Социальная сфера и экономика
Ближайшие фельдшерско-акушерский пункт, школа и библиотека расположены в административном центре поселения.
Основной источник дохода в деревне — занятие сельским хозяйством..